# Keiko Murakami
Pour les articles homonymes, voir Murakami.
 (janvier 2013).
Keiko Murakami est une joueuse japonaise de flûte traversière. Très impliquée dans la création contemporaine, elle est membre de plusieurs ensembles dont l'"ensemble linea" ainsi que "L'imaginaire, musique d'idée" qu'elle a contribué à fonder. Elle participe aussi à des actions pédagogiques dans différents pays du monde.

## Discographie
- Atem Lied : Pièces contemporaines pour flûte basse de Rotaru, Sarto, Howokawa, Ferneyhough, Aralla, 2017.